# Oleksandria, Kobeleakî
Oleksandria (în ucraineană Олександрія) este un sat în comuna Komendantivka din raionul Kobeleakî, regiunea Poltava, Ucraina.

## Demografie
Componența lingvistică a localității Oleksandria
     Ucraineană (98,65%)
     Rusă (1,35%)
Conform recensământului din 2001, majoritatea populației localității Oleksandria era vorbitoare de ucraineană (98,65%), existând în minoritate și vorbitori de rusă (1,35%).